# Zespół dworski w Gołyszynie
Zespół dworski w Gołyszynie – dwór wraz z parkiem i spichlerzem znajdujący się w Gołyszynie, w gminie Skała, w powiecie krakowskim, w Polsce. 
Dwór parterowy, nakryty dachem naczółkowym z pierwszej połowy XIX wieku. Odbudowany z całkowitej ruiny przez obecnych właścicieli.